# Эвфилет (убийца Эратосфена)
Эвфилет или Евфилет (др.-греч. Εὐφίλητος; V век до н. э.) — житель Древних Афин, для которого выдающийся оратор Лисий написал одну из своих речей. Эвфилет убил любовника своей жены Эратосфена и за это был привлечён к суду, причём ему грозила смертная казнь. Он произнёс речь, написанную Лисием, в которой выразил уверенность в собственной правоте. Точной информации об исходе процесса нет, но в историографии существует мнение, что Эвфилет был оправдан. Происходить всё это могло вскоре после 403 года до н. э. Есть гипотеза, согласно которой жертвой Эвфилета стал один из афинских Тридцати тиранов. По мнению некоторых учёных, Эвфилет и Эратосфен никогда не существовали: Лисий мог выдумать всю эту историю, чтобы продемонстрировать своё писательское мастерство потенциальным заказчикам или создать аллегорию на определённую тему.
Речь Лисия в защиту Эвфилета стала важным историческим источником, по которому можно судить о повседневной жизни античных Афин.

## Убийство Эратосфена

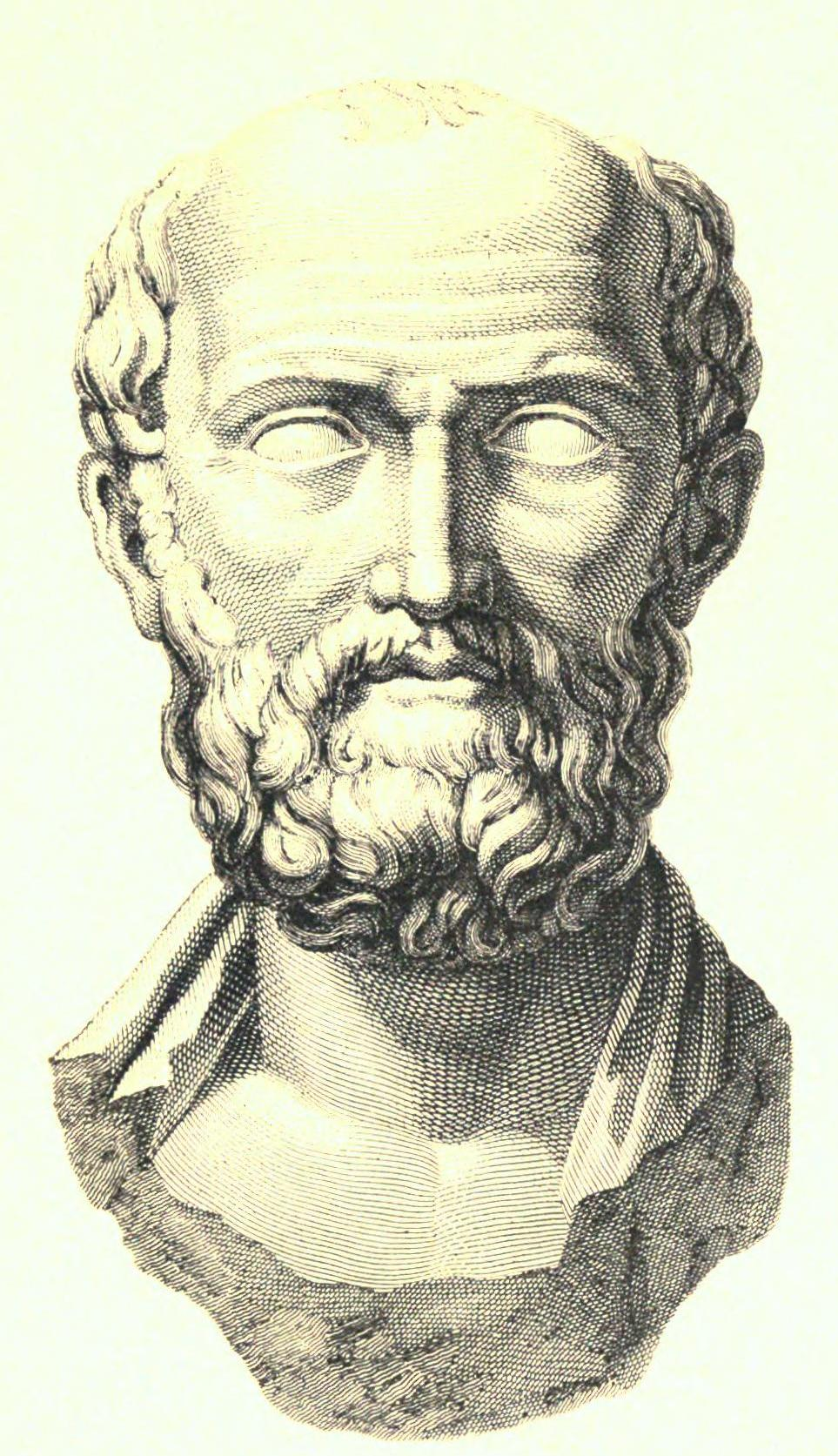
Лисий

Единственный источник, рассказывающий об Эвфилете, — небольшая речь, написанная Лисием, самым выдающимся судебным оратором Афин в конце V — начале IV веков до н. э. Текст этой речи сохранился. Судя по нему, Эвфилет был гражданином Афин, незнатным и небогатым земледельцем средней руки; он владел небольшим двухэтажным домом в городе и участком земли в сельской местности (хоре), который возделывал собственными руками. В доме Эвфилета, по-видимому, было всего две рабыни, и он не мог нанять кормилицу для своего ребёнка, так что его жена сама кормила грудью. Отождествить этого афинянина с каким-то другим, более известным, носителем этого имени не представляется возможным, поскольку имя Эвфилет было очень распространено в Аттике (в «Просопографии» И. Кирхнера Эвфилетов больше тридцати). За несколько лет до написания речи Эвфилет женился, а потом стал отцом ребёнка. Его семейная жизнь была вполне благополучной; супруга, имя которой остаётся неизвестным, пользовалась его доверием и прекрасно справлялась с домашними делами. «Она была лучшей женой в мире, — рассказывает Лисий устами Эвфилета, — отличная, экономная хозяйка, расчётливо управлявшая всем домом».
Всё изменилось после смерти матери Эвфилета. Идя в похоронной процессии, женщина попалась на глаза некоему Эратосфену. Тот начал делать ей откровенные предложения через рабыню-служанку и в конце концов «довёл её до несчастия», то есть склонил к супружеской измене. Встречи происходили прямо в доме Эвфилета: оставляя мужа на втором этаже, женщина под предлогом кормления ребёнка спускалась на первый этаж, где её ждал любовник. Обманутый супруг позже вспоминал, что однажды супруга заперла его в спальне на всю ночь «как бы в шутку»; наутро Эвфилет спросил у неё, почему ночью скрипели двери, но она ответила, что ей пришлось сходить к соседям и попросить огня. Лицо у женщины было набелено, хотя она должна была носить траур по недавно умершему брату, но даже увидев это, Эвфилет ничего не заподозрил. «Дело шло долго таким образом, — признался он потом судьям, — и мне никогда не приходило в голову подозрение: напротив, я был настолько глуп, что считал свою жену самой честной женщиной в городе».
Прежняя возлюбленная Эратосфена из ревности решила раскрыть Эвфилету глаза. Подосланная ею старуха обо всём рассказала и посоветовала подвергнуть пыткам служанку, чтобы получить подтверждение. Эвфилет, вспомнив историю с ночным скрипом дверей и белилами на лице жены, поверил старухе; в тот же день он увёл служанку в дом одного из друзей, а там пригрозил ей поркой и ссылкой на тяжёлые работы, если она продолжит лгать. Служанка призналась, что хозяйка принимает любовника. Эвфилет пообещал ей пощаду, если она поможет поймать прелюбодея с поличным, и получил согласие. Когда Эратосфен в очередной раз пришёл к любовнице, служанка предупредила Эвфилета. Тот незаметно вышел из дома, собрал нескольких друзей, которые должны были сыграть роль свидетелей, и с ними вернулся. Жену и любовника Эвфилет застал прямо в постели; Эратосфен, увидев его, вскочил и предположительно бросился к очагу (самому священному месту в доме), чтобы просить пощады, но Эвфилет сбил его с ног ударом кулака, связал и начал допрашивать. «Он вину свою признал, но только слёзно молил не убивать его, а взять с него деньги». Хозяин дома отказался брать возмещение и убил Эратосфена на месте.

## Суд
В своих действиях обманутый муж опирался на один из старинных законов, приписываемых Драконту: «Неповинен в убийстве тот, кто покарает смертью прелюбодея, если застанет его вместе с женой». Лисий говорит о соответствующем постановлении Ареопага, а позже этот закон упоминает Демосфен: «Если человек убьёт кого-нибудь, застигнув этого человека у своей жены, или у матери, или у сестры, или у дочери, или у наложницы, от которой он намерен иметь свободнорождённых детей, то такой человек не должен быть удалён в изгнание по причине совершённого им убийства». По-видимому, этот закон к тому моменту уже давно не применялся и считался слишком жестоким, но формально не был отменён (Демосфен называл его «справедливейшим»). Родственники Эратосфена всё равно привлекли Эвфилета к суду. Точной информации о сути обвинения нет; об этом можно судить только по оправдательной речи. По-видимому, истцы отрицали сам факт любовной связи и настаивали на том, что Эвфилет заманил жертву в свой дом обманом или затащил силой ради убийства, предполагаемые мотивы которого остаются неясными. Кроме того, обвинители утверждали, что Эратосфен успел припасть к домашнему очагу, а потому убийство стало нарушением священного закона. Подсудимому грозила смертная казнь с конфискацией имущества.
Дело рассматривали гелиасты (присяжные). В какой именно судебной коллегии оно слушалось, неизвестно, но учёные полагают, что это был Дельфиний: именно там обычно судили убийц, признававших факт содеянного и настаивавших на законности своих действий. Института судебных защитников в Греции не существовало, так что Эвфилет заказал Лисию речь, которую должен был произнести сам, предварительно выучив наизусть. В тексте выступления приведён целый ряд аргументов в пользу невиновности подсудимого. Главный из них — наличие закона о допустимой каре для прелюбодея. Кроме того, Лисий потратил много сил, чтобы доказать незапланированный характер убийства. Накануне этого события Эвфилет пригласил на ужин друга, хотя это могло спугнуть Эратосфена; он не подобрал заранее свидетелей и начал обходить друзей, только узнав от служанки, что его жена уже с любовником (и многих друзей не застал дома); наконец, он не приглашал Эратосфена к себе в дом и не отдавал служанке никаких приказов на этот счёт.
Эвфилет отмёл и заявление о том, что Эратосфен успел «прибегнуть к очагу». «Да и как он мог прибегнуть к нему, — риторически спрашивает подсудимый, — когда он ещё в спальне, как только я его ударил, тотчас же упал, когда я скрутил ему руки назад, и когда в доме было столько людей, через которых он не мог пробиться, не имея ни ножа, ни палки, словом сказать, ничего, чем бы он мог обороняться от вошедших?».
Ещё один аргумент Лисия и Эвфилета — отсутствие альтернативного мотива для убийства. Обвиняемый подчёркивает, что у него не было никаких личных конфликтов с Эратосфеном: «Он не пытался оклеветать меня, обвиняя в преступлении против государства, и не добивался моего изгнания из отечества. Он не судился со мной по частному делу. Он не знал за мной никаких преступлений, и мне не было нужды убивать его, чтобы избежать разоблачения. И не потому я сделал, что мне обещали за это заплатить. Не было между нами ни перебранки, ни пьяной драки, ни какой другой ссоры, потому что до той ночи я этого человека и в глаза не видал». Возможно, последнее утверждение всё-таки не соответствует действительности: практически все граждане Афин знали друг друга в лицо.
Судя по тексту речи, Эвфилет был уверен, что его оправдают. Точной информации об исходе процесса нет, однако советский антиковед Б. Гиленсон всё же пишет, что присяжные вынесли оправдательный приговор. Современная российская исследовательница О. Александрова считает такой исход наиболее вероятным. Уверенная датировка тоже невозможна; по одной из версий, суд должен был проходить вскоре после 403 года до н. э., когда в Афинах были свергнуты «Тридцать тиранов».

## Мнения учёных
Личность Эратосфена
В историографии существует предположение о том, что жертва Эвфилета — один из «Тридцати тиранов», правивших Афинами в 404—403 годах до н. э. Этот Эратосфен был личным врагом Лисия. После свержения тирании оратор привлёк его к суду по обвинению в убийстве брата, но, по-видимому, проиграл процесс. Теоретически позже Лисий мог убрать Эратосфена руками Эвфилета или, как минимум, охотно взялся защищать убийцу своего врага. Первым гипотезу о таком тождестве выдвинул И. Кирхнер. Некоторые исследователи считают её правдоподобной, исходя из трёх аргументов: Эратосфен — очень редкое имя для Древних Афин (известны всего три носителя); тиран и жертва Эвфилета принадлежали к одной филе, Энеиды; слова Эвфилета о том, что Эратосфен его не преследовал, могут трактоваться как указание на активную политическую деятельность последнего («Тридцать тиранов» многих афинян осудили и изгнали).
Противники гипотезы Кирхнера отмечают, что имя Эратосфен было редким, но не уникальным: в масштабах всей Греции известны ещё пять его носителей. Британский учёный Д. Дэвис предположил, что двое Эратосфенов, тиран и жертва Эвфилета, были членами одного рода из разных поколений (возможно, дядей и племянником). На серьёзную разницу в возрасте может указывать тот факт, что Эратосфен-тиран к 403 году до н. э. был как минимум сорокалетним мужчиной, а Эратосфен-прелюбодей у Лисия назван «молодым человеком»; к тому же мать второго Эратосфена ходила на праздник Фесмофорий вместе с женой Эвфилета, что указывает на примерно сопоставимый возраст двух женщин. Ещё один аргумент противников отождествления — молчание Лисия о причастности Эратосфена-жертвы к тирании. Если бы убитый был одним из «Тридцати», являвшихся после свержения объектом всеобщей ненависти, оратор не упустил бы возможность настроить публику в пользу убийцы, напомнив о недавнем массовом терроре.
Соотношение с реальностью
Исследователи констатируют, что Лисий в речи, написанной для Эвфилета, смог достаточно убедительно обрисовать характер говорящего — простого крестьянина, человека простодушного, но сурового. Оратор использовал стандартные образы аттической комедии об обманутом муже (старом и до определённого момента доверчивом), молодой и похотливой жене и её коварном любовнике. Расхожими мотивами для греческих комедиографов были к тому же знакомство женщины с будущим любовником на какой-либо церемонии или религиозном празднестве и допрос лживой служанки; учёные даже нашли текстовые параллели в речи Лисия и «Повести о любви Херея и Каллирои» Харитона Афродисийского.
В связи с этими особенностями появилась гипотеза, что Эвфилет никогда не существовал: речь в его защиту рассказывает о вымышленной ситуации и, соответственно, не произносилась в суде. По мнению итальянского антиковеда П. А. Перотти, Лисий создал аллегорическое описание борьбы демократии с олигархией в Афинах; Эвфилет олицетворяет полис, Эратосфен — олигархию, а жена Эвфилета — демократический строй. Британский учёный Дж. Портер предположил, что речь — литературное упражнение, с помощью которого Лисий хотел продемонстрировать своё мастерство потенциальным заказчикам. Доказывая это, Портер отмечает, что имя Эвфилет означает «возлюбленный», а Эратосфен переводится «энергичный в любви». К тому же оратор уделяет слишком много внимания описанию событий, но не заботится об аргументах и о вызове свидетелей. Последних всего двое, причём в их числе нет служанки, чьи показания могли иметь ключевое значение. Речь совсем короткая, в ней нет информации о важных фигурантах дела (например, не названы даже имена жены и тёщи Эвфилета), практически ничего не сообщается ни о заслугах подсудимого, ни об аморальном поведении убитого, а это нехарактерно для афинских судебных речей.
Противники этой гипотезы считают, что «говорящие» имена — простое совпадение. Краткость и безыскусность речи могла быть связана с ограниченными способностями Эвфилета, которому было бы трудно выучить более длинный и сложный текст. О заслугах подсудимого ничего не сообщается, потому что их не было, а Эратосфен получает отрицательную характеристику благодаря рассказу о совращении жены Эвфилета. В вызове служанки в суд подсудимый, возможно, не был заинтересован, так как её следовало допрашивать под пыткой; Эвфилет, человек небогатый, мог в результате потерять одну из всего двух своих рабынь. Наконец, у Лисия есть заметно более длинная речь, при произнесении которой вызываются всего двое свидетелей.
Существует мнение, что Лисий специально добивался сходства Эвфилета с персонажами комедий, чтобы сделать его историю более понятной и близкой присяжным и зрителям. Комический жанр был в те времена достаточно популярен, и свободные граждане Афин свободно владели материалом. Правда, специалисты прослеживают сходство речи главным образом с новоаттической комедией и мимами, расцвет которых датирован более поздней эпохой; поэтому О. Александрова предположила, что здесь было скорее обратное влияние.
Речь Лисия в защиту Эвфилета стала важным источником для изучения быта афинян V века до н. э. В частности, антиковед Г. Морган посвятил отдельную статью дому Евфилета, который достаточно подробно описывается оратором.